# Droga wojewódzka nr 638
Droga wojewódzka nr 638 (DW638) – droga wojewódzka klasy Z (zbiorcza) w województwie mazowieckim o długości 3,8 km łącząca Sulejówek z osiedlem Stara Miłosna w dzielnicy Wesoła w Warszawie.

## Rozbudowa drogi
W latach 2022–2023 w ciągu drogi w Sulejówku wybudowano tunel pod linią kolejową nr 2.

## Zarządcy drogi
Zarządcami drogi są Mazowiecki Zarząd Dróg Wojewódzkich w Warszawie – Rejon DW Wołomin – Nowy Dwór Mazowiecki (RD-5) oraz Zarząd Dróg Miejskich w Warszawie.